# Alfred Bühler
Pour les articles homonymes, voir Bühler.
Alfred Bühler né le 14 janvier 1900 à Zoug et mort le 21 juillet 1981 à Bâle fut un explorateur et un ethnologue suisse spécialiste de l'Océanie. Il fut également conservateur du Musée des cultures de Bâle.
Outre un grand travail de vulgarisation, il est connu pour un travail approfondi sur les styles artistiques du Sepik, en Papouasie-Nouvelle-Guinée.